# Coupe d'Angleterre de football 1876-1877
Navigation
Coupe d'Angleterre 1875-1876 Coupe d'Angleterre 1877-1878
La Coupe d'Angleterre de football 1876-1877 est la 6e édition de la Coupe d'Angleterre de football. Wanderers remporte sa quatrième Coupe d'Angleterre de football au détriment d'Oxford University AFC sur le score de 2-1 au cours d'une finale jouée dans l'enceinte du stade de Kennington Oval à Londres.

## Premier tour
| Club à domicile          | Score   | Club à l'extérieur  | Date             |
| ------------------------ | ------- | ------------------- | ---------------- |
| Southall                 | Forfait | Old Wykehamists     |                  |
| Sheffield                | Forfait | Trojans             |                  |
| Barnes                   | Forfait | Old Etonians        |                  |
| Royal Engineers AFC      | 2-1     | Old Harrovians      | 4 novembre 1876  |
| Clapham Rovers           | 5-0     | Reigate Priory      | 11 novembre 1876 |
| Queen's Park             | Qualif. |                     |                  |
| Upton Park FC            | 7-0     | Leyton              | 28 octobre 1876  |
| Wanderers                | Forfait | Saffron Walden Town |                  |
| South Norwood            | 4-1     | Saxons              | 4 novembre 1876  |
| Oxford University AFC    | Forfait | Old Salopians       |                  |
| Shropshire Wanderers     | Forfait | Druids              |                  |
| Pilgrims                 | 4-1     | Ramblers            | 14 octobre 1876  |
| Swifts                   | 2-0     | Reading Hornets     | 4 novembre 1876  |
| Cambridge University AFC | Forfait | High Wycombe        |                  |
| Panthers                 | 3-0     | Wood Grange         | 8 novembre 1876  |
| 105th Regiment           | 3-0     | 1st Surrey Rifles   | 11 novembre 1876 |
| Herts Rangers            | 1-2     | Marlow              | 4 novembre 1876  |
| Rochester                | 5-0     | Highbury Union      | 4 novembre 1876  |
| Forest School            | 4-1     | Gresham             | 4 novembre 1876  |

## Second tour
| Club à domicile          | Score   | Club à l'extérieur   | Date             |
| ------------------------ | ------- | -------------------- | ---------------- |
| Royal Engineers AFC      | 3-0     | Shropshire Wanderers | 9 décembre 1876  |
| Marlow                   | 1-0     | Forest School        | 29 novembre 1876 |
| Queen's Park             | Qualif. |                      |                  |
| Upton Park FC            | 1-0     | Barnes               | 9 décembre 1876  |
| Wanderers                | 6-0     | Southall             | 16 décembre 1876 |
| South Norwood            | 0-7     | Sheffield            | 2 décembre 1876  |
| Oxford University AFC    | 6-1     | 105th Regiment       | 14 décembre 1876 |
| Pilgrims                 | 1-0     | Panthers             | 9 décembre 1876  |
| Cambridge University AFC | 2-1     | Clapham Rovers       | 16 décembre 1876 |
| Rochester                | 1-0     | Swifts               | 16 décembre 1876 |

## Troisième tour
| Club à domicile          | Score   | Club à l'extérieur | Date            |
| ------------------------ | ------- | ------------------ | --------------- |
| Royal Engineers AFC      | 1-0     | Sheffield          | 20 janvier 1877 |
| Upton Park FC            | 2-2     | Marlow             | 27 janvier 1877 |
| Wanderers                | 3-0     | Pilgrims           | 20 janvier 1877 |
| Oxford University AFC    | Forfait | Queen's Park       |                 |
| Cambridge University AFC | 4-0     | Rochester          | 3 février 1877  |

### Match à rejouer
| Club à domicile | Score | Club à l'extérieur | Date            |
| --------------- | ----- | ------------------ | --------------- |
| Upton Park FC   | 1-0   | Marlow             | 24 janvier 1877 |

## Quarts de finale
| Club à domicile          | Score   | Club à l'extérieur  | Date            |
| ------------------------ | ------- | ------------------- | --------------- |
| Wanderers                | Qualif. |                     |                 |
| Oxford University AFC    | 0-0     | Upton Park FC       | 24 février 1877 |
| Cambridge University AFC | 1-0     | Royal Engineers AFC | 17 février 1877 |

### Match à rejouer
| Club à domicile       | Score | Club à l'extérieur | Date         |
| --------------------- | ----- | ------------------ | ------------ |
| Oxford University AFC | 1-0   | Upton Park FC      | 10 mars 1877 |

## Demi-finales
| Club à domicile       | Score   | Club à l'extérieur       | Date         |
| --------------------- | ------- | ------------------------ | ------------ |
| Wanderers             | 1-0     | Cambridge University AFC | 20 mars 1877 |
| Oxford University AFC | Qualif. |                          |              |

## Finale
| Titulaires : |  |
| |  |
| Arthur Kinnaird Alfred Stratford William Lindsay Francis Birley Frederick Green Charles Wollaston Thomas Hughes Hubert Heron Henry Wace Charles Denton Jarvis Kenrick |  |

| Titulaires : |  |
| |  |
| Edward Allington Owen Dunell William Rawson Evelyn Waddington James Savory Philip Fernandez Edward Hagarty Parry Henry Otter Arthur Todd Arnold Hills John Bain |  |

| Titulaires : |  |
| |  |
| Arthur Kinnaird Alfred Stratford William Lindsay Francis Birley Frederick Green Charles Wollaston Thomas Hughes Hubert Heron Henry Wace Charles Denton Jarvis Kenrick |  |

| Titulaires : |  |
| |  |
| Edward Allington Owen Dunell William Rawson Evelyn Waddington James Savory Philip Fernandez Edward Hagarty Parry Henry Otter Arthur Todd Arnold Hills John Bain |  |

| Wanderers | Oxford University |